# Сражение на Амблеве
Сраже́ние на Амбле́ве (лат. bataille de l'Amblève) — состоявшееся в апреле 716 года на реке Амблев сражение, в котором войско франков под командованием майордома Австразии Карла Мартелла разбило франкско-фризское войско во главе с майордомом Рагенфредом и королём Радбодом. Одно из событий Третьей гражданской войны во Франкском государстве 714—719 годов.

## Исторические источники
О сражении на Амблеве сообщается в целом ряде средневековых исторических источников. Наиболее подробные свидетельства содержатся во франкских анналах, таких как «Книга истории франков», хроника Продолжателей Фредегара, «Ранние Мецские анналы» и «Анналы Петау».

## Предыстория
После смерти в декабре 714 года майордома Пипина Геристальского между представителями различных группировок франкской знати началась борьба за власть. Свои притязания на должность майордома всего Франкского государства предъявили потомки умершего, сначала шестилетний внук Теодоальд, находившийся под опекой своей бабки Плектруды, а после поражения австразийцев в сражении при Компьене в 715 году — Карл Мартелл, сын Пипина Геристальского и конкубины Альпаиды. Их соперником стал представитель знати Нейстрии и Бургундии Рагенфред, в поддержку которого высказались и короли из династии Меровингов, Дагоберт III и Хильперик II. Рагенфреду также удалось заключить союз с правителем фризов Радбодом, многолетним врагом скончавшегося майордома.
Уже вскоре после смерти Пипина Геристальского столкновения между франками переросли в вооружённый конфликт, известный под названием Третья гражданская война во Франкском государстве.
На следующий год после разгрома вблизи Компьеня австразийцы снова были разбиты: в сражении при Кёльне союзные Рагенфреду фризы короля Радбода нанесли поражение войску во главе с Карлом Мартеллом. После этого австразийское войско было вынуждено отступить в труднодоступные горы Айфель.

## Сражение
Заключив договор с Плектрудой, Рагенфред и Радбод в апреле 716 года отступили от Кёльна и направились к Маастрихту, где находились владения семьи Альпаиды, матери Карла Мартелла. Считая австразийское войско полностью уничтоженным, союзники не предприняли никаких мер безопасности, и до последнего момента не знали, что вслед за ними двинулось и войско Карла Мартелла. Такая беспечность позволила австразийцам осуществить неожиданную атаку на лагерь своих противников, разбитый теми на берегу реки Амблев.
В полдень напав с небольшой частью воинов на лагерь Рагенфреда и Радбода, Карл Мартелл притворным бегством завлёк бросившихся его преследовать врагов в заранее подготовленную засаду. Несмотря на численное превосходство, в произошедшем сражении нейстрийцы и фризы потерпели, по свидетельству Продолжателей Фредегара, «страшное поражение». На поле пало множество воинов из войска Рагенфреда и Радбода, а им самим с трудом удалось спастись бегством.

## Последствия
Сражение на Амблеве — первая из побед Карла Мартелла, позволившая ему восстановить свои позиции в Австразии, пошатнувшиеся после поражения под Кёльном. Понесённые нейстрийцами и фризами тяжёлые потери вынудили Радбода отказаться от дальнейшего участия во франкских междоусобиях.
В 717—719 годах Карл Мартелл нанёс ещё два поражения Рагенфреду, разбив войско нейстрийского майордома в сражениях при Венси и при Суасоне. Таким образом, Третья гражданская война во Франкском государстве завершилась полной победой Карла Мартелла.